# 黃世再
黃世再，廣東惠來人，中國企業家，香港上市公司大中華地產、澳门中华卫视副董事长、深圳大中華集團董事會主席，茂业集团主席黄茂如之長兄。

## 社會公職
同時任世界华人基金协会常务副会长、惠來縣政協顧問、中国企业家协会成员、广东省文化协会副会长、深圳市工业经济联合会副会长、世界傑出華人基金會常務理事、炎黃海峽兩岸三地企業家交流協會會長、香港廣東社團總會名譽會長

## 財富排行榜
根據2016年中國福布斯富豪榜排行黃氏以28億美元位居73位、2016胡润全球富豪榜以20亿元美元位居第1023 
2022年4月，黄世再以12亿美元财富位列《2022福布斯全球亿万富豪榜》第2324名。

## 事業
据大中華國際投資集團官网介绍，大中华国际投资集团目前涉足金融、房地产、商业、酒店、电视传媒、能源、港口、国际物流中心、實业投資等多项产业，市值五百億人民幣，光在中國北京、上海、广州、深圳、重庆、汕头、汕尾、天津等主要城市，黃氏投資地產已經約200億元人民幣，同時他也是一個資本運作能手，在香港的上市公司大中華地產前身寶福集團就是由于他的拯救而重新盤活資產 

## 荣誉
- 2008第二届深商十大风云人物
- 榮獲2013華商領袖年會年度人物大獎[15]
- 2008年中国扶贫基金会年度贡献奖
- 2009年深圳地产十大贡献力人物
- 2011慈善公益突出贡献奖、深圳市侨商关爱基金贡献奖
- 2011年推动潮商事业发展突出贡献人物
- 汕头市荣誉市民[16]